# Vedurukuppam
Vedurukuppam là một mandal thuộc huyện Chittoor, bang Andhra Pradesh.